# 施泰尼格特沃尔姆斯多夫
施泰尼格特沃尔姆斯多夫（德語：Steinigtwolmsdorf）是德国萨克森州的市镇，隶属于包岑县。总面积为18.03平方千米，截至2023年12月31日总人口为2,717人。